# Canton (Mississippi)
Canton é uma cidade localizada no estado americano de Mississippi, no Condado de Madison.

## Demografia
Segundo o censo americano de 2000, a sua população era de 12.911 habitantes.
Em 2006, foi estimada uma população de 12.578, um decréscimo de 333 (-2.6%).

## Geografia
De acordo com o United States Census Bureau tem uma área de
48,5 km², dos quais 48,2 km² cobertos por terra e 0,3 km² cobertos por água. Canton localiza-se a aproximadamente 71 m acima do nível do mar.

## Localidades na vizinhança
O diagrama seguinte representa as localidades num raio de 32 km ao redor de Canton.